# ベレメーニ・ゲーザ
ベレメーニ・ゲーザ（Bereményi Géza, 1946年1月25日 - ）は、ハンガリーの映画監督、脚本家。ベレメーニが監督と脚本をつとめた1988年の映画『ミダスの手』は、第2回ヨーロッパ映画賞で監督賞を受賞した。

## フィルモグラフィ
- 『ミダスの手』 - Eldorádó （1988年、監督・脚本、ヨーロッパ映画監督賞受賞）
- 『バーチャル・ジャッカー』 - Meteo （1990年、脚本）
- 『君の涙 ドナウに流れ ハンガリー1956』 - Szabadság, Szerelem （2006年、脚本）